# Coupe des clubs champions africains 1977
Navigation
Édition précédente Édition suivante
La Coupe des clubs champions africains 1977 est la treizième édition de la Coupe des clubs champions africains. Le club vainqueur de la compétition est désigné champion d'Afrique des clubs 1977. Vingt-cinq formations sont engagées dans la compétition. 
C'est le club guinéen du Hafia FC qui remporte cette édition après avoir battu les Ghanéens de Hearts of Oak en finale. Ce troisième titre continental pour le club est un record en compétition. Hearts of Oak, qui réussit là sa plus belle performance en Coupe des clubs champions, signe avec sa défaite le 4e échec ghanéen en finale.

## Premier tour
| Équipe 1                | Résultat      | Équipe 2                     | Aller | Retour |
| ----------------------- | ------------- | ---------------------------- | ----- | ------ |
| ASC Diaraf              | 5 - 0         | ASC Garde Nationale          | 3 - 0 | 2 - 0  |
| Horsed FC               | 1 - 4         | Al Ahly SC                   | 1 - 1 | 0 - 3  |
| Olympic Niamey          | 4 - 6         | Al Medina Tripoli            | 2 - 4 | 2 - 2  |
| Gor Mahia               | 3 - 3 5-3 tab | Yamaha Wanderers             | 1 - 2 | 2 - 1  |
| Vantour Club Mangoungou | 4 - 8         | Diables noirs de Brazzaville | 2 - 4 | 2 - 4  |
| Kampala City Council    | 4 - 0         | Mechal Army                  | 1 - 0 | 3 - 0  |
| Mufulira Wanderers      | 3e - 3        | Maseru United                | 1 - 1 | 2 - 2  |
| Union Douala            | 3 - 0         | Silures Bobo-Dioulasso       | 2 - 0 | 1 - 0  |
| TP Mazembe              | 1 - 4         | Lomé I                       | 1 - 1 | 0 - 3  |
| UDIB                    | 0 - 6         | Djoliba AC                   | 0 - 1 | 0 - 5  |
| Saint Joseph Warriors   | 2 - 5         | Hearts of Oak                | 1 - 3 | 1 - 2  |
| Simba SC                | -             | Mbabane Highlanders forfait  | -     | -      |
| SC Gagnoa               | -             | AS Tempête Mocaf forfait     | -     | -      |

## Deuxième tour
| Équipe 1                     | Résultat      | Équipe 2           | Aller | Retour |
| ---------------------------- | ------------- | ------------------ | ----- | ------ |
| ASC Diaraf                   | 2 - 3         | Hearts of Oak      | 1 - 1 | 1 - 2  |
| Al Ahly SC                   | 7 - 3         | Al Medina Tripoli  | 7 - 2 | 0 - 1  |
| Gor Mahia                    | 4 - 5         | Mufulira Wanderers | 2 - 1 | 2 - 4  |
| Diables noirs de Brazzaville | 1 - 2         | Hafia FC           | 0 - 1 | 1 - 1  |
| Kampala City Council         | 3 - 4         | MC Alger'T'        | 1 - 1 | 2 - 3  |
| Union Douala                 | 2 - 2 3-4 tab | Lomé I             | 1 - 1 | 1 - 1  |
| Water Corporation FC         | 1 - 0         | Simba SC           | 0 - 0 | 1 - 0  |
| SC Gagnoa                    | 2 - 4         | Djoliba AC         | 1 - 3 | 1 - 1  |

## Quarts de finale
| Équipe 1               | Résultat | Équipe 2           | Aller | Retour |
| ---------------------- | -------- | ------------------ | ----- | ------ |
| Al Ahly SC             | 1 - 3    | Hearts of Oak      | 1 - 0 | 0 - 3  |
| MC AlgerT              | 2 - 3    | Mufulira Wanderers | 2 - 1 | 0 - 2  |
| Water Corporation FC   | 4 - 5    | Hafia FC           | 4 - 2 | 0 - 3  |
| disqualifié Djoliba AC | -        | Lomé I             | 2 - 0 | 0 - 1  |

## Demi-finales
| Équipe 1           | Résultat | Équipe 2      | Aller | Retour |
| ------------------ | -------- | ------------- | ----- | ------ |
| Mufulira Wanderers | 5 - 5e   | Hearts of Oak | 5 - 2 | 0 - 3  |
| Lomé I             | 2 - 3    | Hafia FC      | 2 - 1 | 0 - 2  |

## Finale
| 4 décembre 1977 | Hearts of Oak | 0 - 1 | Hafia FC | Accra Sports Stadium, Accra |  |
|                 |               |       |          |                             |  |

| 18 décembre 1977 | Hafia FC | 3 - 2 | Hearts of Oak | Stade du 28-septembre, Conakry |  |
|                  |          |       |               |                                |  |

| Coupe des clubs champions africains Vainqueur 1977 |
| -------------------------------------------------- |
| Hafia FC Troisième titre                           |